# Мангутай (гора)
Гора́ Мангута́й — высшая точка урочища Сосновский Голец. 
Основной гребень упирается в вершину, образуя два ответвления, одно из которых отходит к реке Утулик, другое спускается к горе Золотая. Через вершину проходит маршрут «Байкальская Кругосветка». У подножья горы располагается посёлок Мангутай.